# Otatitlán (kommun)
Otatitlán är en kommun i Mexiko.   Den ligger i delstaten Veracruz, i den sydöstra delen av landet, 400 km öster om huvudstaden Mexico City. Antalet invånare är 5 250. Arean är 53 kvadratkilometer.
Terrängen i Otatitlán är mycket platt.
Följande samhällen finns i Otatitlán:
- El Santuario
- El Peladiente